# Polyrhachis rere
Polyrhachis rere är en myrart som beskrevs av Mann 1919. Polyrhachis rere ingår i släktet Polyrhachis och familjen myror. Inga underarter finns listade i Catalogue of Life.